# 栗田宣義
栗田 宣義（くりた のぶよし、1958年 - ）は、日本の社会学者、甲南大学教授。
静岡県出身。静岡県立清水東高等学校卒。国際基督教大学卒業、上智大学大学院博士後期課程単位取得。1992年「なぜ抗議するのか 社会運動の計量社会学的分析」で上智大社会学博士。武蔵大学助教授、社会学部教授、学部長、甲南大学文学部教授。

## 著書
- 『社会運動の計量社会学的分析 なぜ抗議するのか』日本評論社 1993
- 『トーキングソシオロジー』日本評論社 1999
- 『図解雑学社会学』ナツメ社 2006

### 共編著
- 『キーワード/社会学 現代社会を解読する』梶田孝道共編 川島書店 1993
- 『政治社会学リニューアル ボーダーレス時代の政治を社会学で説く』編著 学文社 1994
- 『政治心理学リニューアル ポスト・モダンな政治心理を分析する』編著 学文社 1994
- 『メソッド/社会学 現代社会を測定する』編 川島書店 1996
- 『データブック/社会学 調査データでわかる日本社会』編 川島書店 1999
- 『社会の見方、測り方 計量社会学への招待』数理社会学会監修 与謝野有紀,高田洋,間淵領吾,安田雪共編 勁草書房 2006
- 『マンガでわかる社会学』嶋津蓮作画 トレンド・プロ制作 オーム社 2012

## 論文
- Cinii